# 聂耳墓
聂耳墓位于中国云南省昆明市西山区西山森林公园内太华寺与三清阁之间，是中国著名音乐家聂耳的墓地。1935年聂耳在日本藤泽市意外溺水身亡后，其骨灰被带回昆明安葬，1954年重修，1980年迁于现址，1985年修缮完成。该墓面朝滇池，整体呈提琴状，墓碑由郭沫若题写，墓前有一座汉白玉的聂耳雕像。1988年，聂耳墓被列为全国重点文物保护单位。

## 历史
聂耳，原名聂守信，云南玉溪人，1912年出生于云南昆明。作曲家，1930年在上海从事音乐活动，1933年加入中国共产党。其与田汉合作的《义勇军进行曲》于1982年正式成为中华人民共和国国歌。1935年7月17日下午2点，聂耳在日本藤泽市的鹄沼海滨意外溺水身亡，时年24岁:258-259。1936年，聂耳的好友张天虚将聂耳的骨灰用瓷瓶装殓，并放于木盒中，带至上海的郑易里的家中。1937年，聂耳的三哥聂叙伦从上海将聂耳的骨灰带至昆明。返回时骨灰瓶出现破损，遂由聂家人用自家药店的瓷瓶重新装殓，罐外用红漆写好“青年音乐家聂耳”等字样，并用红绸包裹好。1937年，聂耳的新骨灰瓶连随其从日本一同回国的木盒和碎瓷片，一起葬入西山高峣山山麓。初葬时墓碑上的碑文为徐嘉瑞所题“划时代音乐家聂耳之墓”。中华人民共和国成立后，聂耳墓得以重修，并由郭沫若重新题写墓碑，新墓碑的碑文为“人民音乐家聂耳之墓”。1973年3月，因原址无法扩建墓地，昆明市革命委员会在西山太华寺旁选出了面朝滇池的新墓址，但因没有经费而作罢。1980年3月24日，因聂耳墓原址状况堪忧，云南省人民政府批准迁墓工程。当年4月5日新墓正式开工建设，5月上旬完工，5月13日正式迁葬，并举行了迁葬仪式。仪式上包括中华人民共和国文化部、国家文物局、云南省文联、云南省音协、电影家协会、聂耳研究会等部门和组织均派出代表出席。阳翰笙、夏衍等聂耳生前好友也赠送了花篮。聂耳的二哥聂子明在仪式上致悼词。新落成的聂耳墓的墓碑仍采用郭沫若所题写的文字:302-304:17-18。1985年初，新聂耳墓开始了二期建设工程。在该工程中墓地前移1.5米，以保护周边的树木；墓上新增了一座汉白玉花圈，另在墓前修建了聂耳的汉白玉雕像；此外还建设了相关的配套建筑，并在周边规划了控制地带。当年7月，建设工程全部完工。1988年，聂耳墓被列为全国重点文物保护单位:200:966。

## 结构
聂耳墓的墓园整体呈提琴状，占地面积1100平方公尺。墓葬位置相当于提琴的发声孔处，整体呈圆形，直径3.8米，用大理石堆砌而成，上方安置有一座汉白玉花圈，花圈正中刻有铜字烫金“1912-1935”字样。花圈后方为一块墨石墓碑，正面雕刻有郭沫若所撰“人民音乐家聂耳之墓”字样，背面为郭沫若所撰墓志铭。墓后建有弧形屏风，屏风上刻有《义勇军进行曲》曲谱、长城及群众形象的浮雕。墓前有一座聂耳雕像。该聂耳像高3.2米，汉白玉材质，身着西服，呈低头沉思状。墓前设有7块花坛，象征7个音阶。墓地自墓葬至墓前有24级台阶，象征聂耳的享年。:304:441:200:966:17